# 마일 하이 스타디움
마일 하이 스타디움(Mile High Stadium)은 미국의 다목적 경기장이다. 콜로라도주 덴버에 있으며, 과거 MLS 콜로라도 래피즈와 MLB 콜로라도 로키스 그리고 NFL 덴버 브롱코스와 USFL 덴버 골드의 홈 경기장으로 사용했다.